# Silknet
Silknet JSC (in georgiano: სილქნეტი) è una società di telecomunicazioni in Georgia. Filiale di Silk Road Group.

## Servizi
Silknet fornisce vari servizi di telecomunicazione a più di un milione di clienti in tutto il paese. Silknet è la più grande azienda di telecomunicazioni della Georgia e dell'intera regione del Caucaso. Silknet fornisce comunicazioni mobili (filiali: Geocell e S1), Internet via cavo (filiali: SilkOptic e DSL), internet, IPTV (diramazione Silk TV), OTT Streaming TV (Silk-TV Digital), telefonia fissa wireless e via cavo (VoIP, OTT), servizio TV satellitare (filiale: Global TV). I principali concorrenti locali di Silknet sono MagtiCom, New Net e Beeline.